# Antropomotorika
Antropomotorika (z řec. anthropos – člověk, a lat. motorika – pohyb, hnací síla) je vědní obor, jehož hlavním obsahem je zkoumání vnitřních pohnutek, které člověk pro pohyb má. Zkoumá stav a vývoj motoriky člověka, zákonitosti jejího vzniku a vývoje. Je poddisciplínou motoriky, která zahrnuje veškerou biomotoriku lidského pohybu a která dělí lidský pohyb na základní, pracovní, kulturní, tělocvičný, bojový a sportovní. V užším slova smyslu můžeme antropomotoriku definovat jako motoriku tělesné kultury.
Antropomotorika se řadí po boku výrazů:
- Biomotorika: motorika živých systémů, živočichů, rostlin i člověka.
- Psychomotorika: spojení motoriky s psychikou člověka - emoce vyjádřené pohybem. Psychika ovlivňuje pohybovou činnost.
- Senzomotorika: spojení dvou částí reflexního kruhu.
  - Senzomotorické vstupní mechanismy
  - Motorické výstupní mechanismy
- Ideomotorika: pohyby, které si myslíme před samotným vykonáním pohybu - spojení motoriky s druhou signální soustavou.
- Motilita: pohyby hladkého svalstva - srdce, plic, střev, žaludku aj..
- Hybnost: pohyb tvořený svalstvem kostry.

## Vývoj
Mezi nejznámějšími vědci, kteří se zabývali naukou o pohybu člověka byl Aristotelés. Zkoumal odpovědi na otázky o lidské činnosti a své poznatky sepsal v knize Metafyzika. Dalším významným vědcem byl v době renesance Leonardo da Vinci. Ve 20. století mezi válkami se začali zajímat o problematiku motoriky Müller a Zeuner.
Jeden z hlavních představitelů antropomotoriky v dnešní době je K. Meinel, který nauce o pohybu položil pedagogický základ v knize Bewegungslehre. Ta je prvním uceleným dílem o pohybu člověka v oblasti tělesné výchovy a podruhé byla přepracována roku 1976 G. Schnabelem.
V česku se poznatky o antropomotorice začaly rozvíjet v 60. letech 20. století v rámci teorie tělesné výchovy. Ucelenou učebnici antropomotoriky sepsal S. Čelikovský spolu s kolektivem autorů v roce 1979.

## Specifika
Antropomotorika se dá považovat za speciální vědu, protože studuje to, co nelze studovat v jiných tělovýchovných vědách, např. pohnutky pro zaujímání postavení lidského těla, funkce CNS a vědomí. Tyto faktory určují vnější pohyb člověka. Mezi vnitřní faktory řadíme motorické vlastnosti, schopnosti, návyky, vědomosti a zručnost.
Dále jde o:
- Motorické předpoklady
- Pohybové projevy
- Ontogenetická motorika
- Hodnocení

Rozpracování těchto oblastí vede k rozvoji vědních disciplín:
- Koordinační schopnosti
- Soustava a názvosloví tělesných prvků
- Teorie testování

## Vztah s jinými vědami
Díky svému předmětu zkoumání a metodám nemůže být antropomotorika zařazována vedle věd jako biologie, antropologie nebo psychologie. Z přírodních věd používá poznatky především antropologie, fyziologie, kineziologie, biochemie, ze společenských věd pak poznatky pedagogiky a psychologie. Ani zařazení antropomotoriky do tělesné kultury není zcela jednotné. Lze je schematicky znázornit:
| JEV                                                  | VĚDA                                                                     |
| ---------------------------------------------------- | ------------------------------------------------------------------------ |
| C – Tělesná kultura                                  | Teorie tělesné kultury                                                   |
| B – Tělesná výchova, sport, turistika, rekreace      | Teorie tělesné výchovy, teorie sportu, teorie turistiky, teorie rekreace |
| A – Tělesné cvičení a předpoklady pro její realizaci | Antropomotorka (Teorie tělesných cvičení)                                |

A = Motorická základna, prostředky pro B
B = Komponenty tělesné kultury
C = výsek kultury, ve které se realizuje A, B.

## Metody
Empirické metody antropomotorikyí:
- Pozorování (zjišťování kvalitativní úrovně pohybových činností)
- Experiment (se změnami podmínek pro vznik a průběh pohybu)
- Měření a odporové posuzování (zjišťování kvalitativních a kvantitativních shod a rozdílů v pohybu. Vliv věku, pohlaví, tréninku apod.)

Teoretické metody antropomotoriky:
- Idealizace
- Formalizace
- Axiomatizace v analýze, syntéze, indukci, dedukci, abstrakci (lze použít i u metod empirických)